# Honeret (Berg)
Der Honeret (581 m ü. M.) ist ein bewaldeter Hügel auf der Gemeindegrenze von Dietikon und Urdorf im Kanton Zürich und die höchste Erhebung des gleichnamigen Hügelzuges und Waldgebietes Honeret. Er erhebt sich über das Reppischtal und fällt in dieses an seinem Südhang bei Foren steil ab. Das Tal trennt den Hügel auch vom etwas höheren Hohbüel (587 m ü. M.), welcher die höchste Erhebung Urdorfs darstellt. 
Auf älteren Karten ist der Hügel noch unbeschriftet. Der steile südliche Abhang wurde als Forren bezeichnet, ab 1913 dann In der Forchen und seit 1955 als Foren. Diese Bezeichnung leitet sich von Föhre ab.

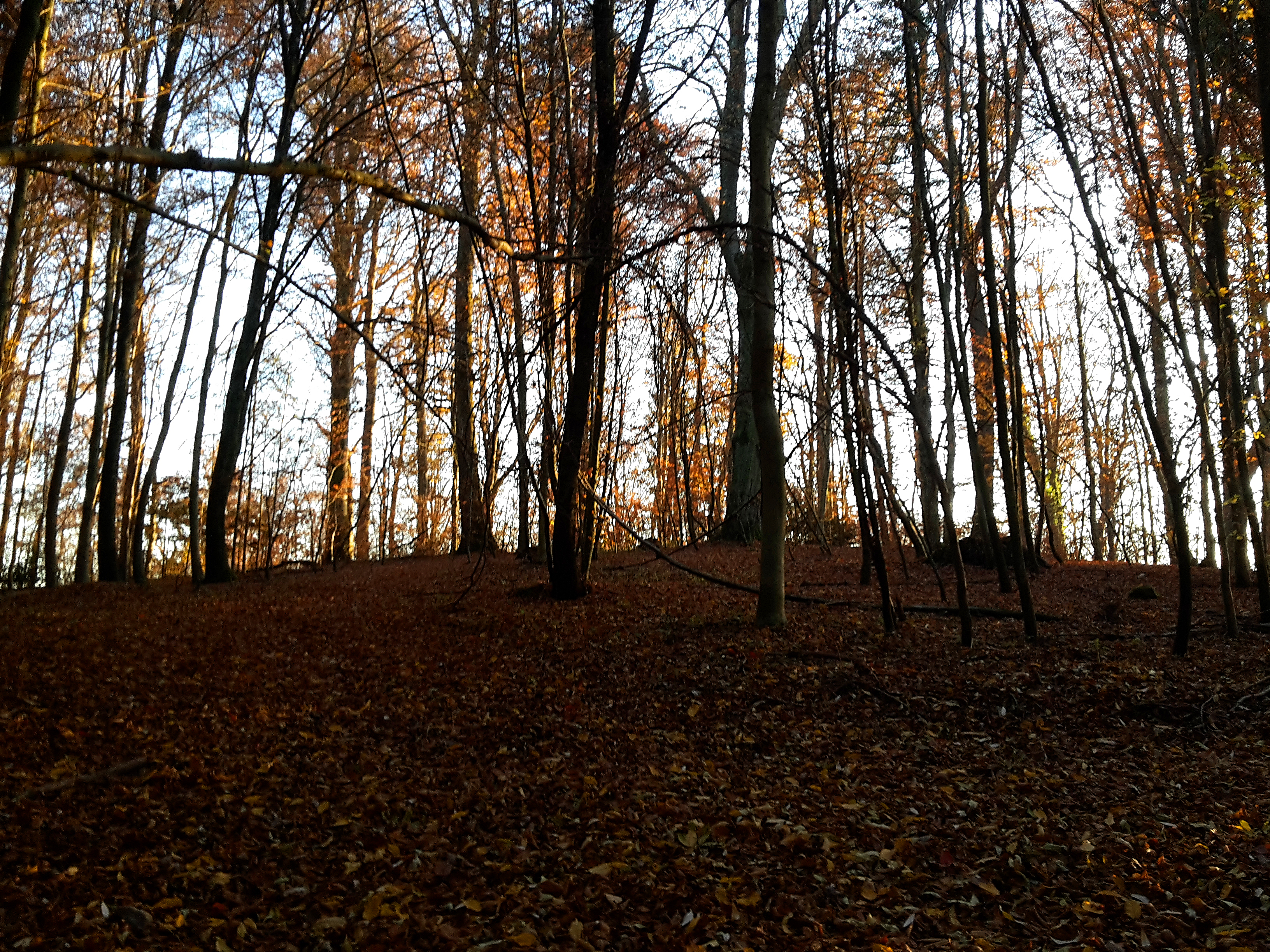
Der Honeret von Norden aus gesehen

Geologisch gesehen gehört der Honeret zur Oberen Süsswassermolasse und besteht aus Ton, Silt und Sand.